# Порумбешти (Сату Маре)
Порумбешти (рум. Porumbești) насеље је у Румунији у округу Сату Маре у општини Порумбешти. Oпштина се налази на надморској висини од 125 m.

## Становништво
Према подацима из 2002. године у насељу је живело 1523 становника.

### Попис2002.
| Расподела становништва по националности 2002.‍ | Расподела становништва по националности 2002.‍ | Расподела становништва по националности 2002.‍ | Расподела становништва по националности 2002.‍ | Расподела становништва по националности 2002.‍ |
| --------------------------------------------- | --------------------------------------------- | --------------------------------------------- | --------------------------------------------- | --------------------------------------------- |
|                                               |                                               |                                               |                                               |                                               |
| Румуни                                        | Румуни                                        |                                               | 41                                            | 2,7%                                          |
| Мађари                                        | Мађари                                        |                                               | 1.471                                         | 96,8%                                         |
| Роми                                          | Роми                                          |                                               | 8                                             | 0,5%                                          |